# Hristo Zlatanov

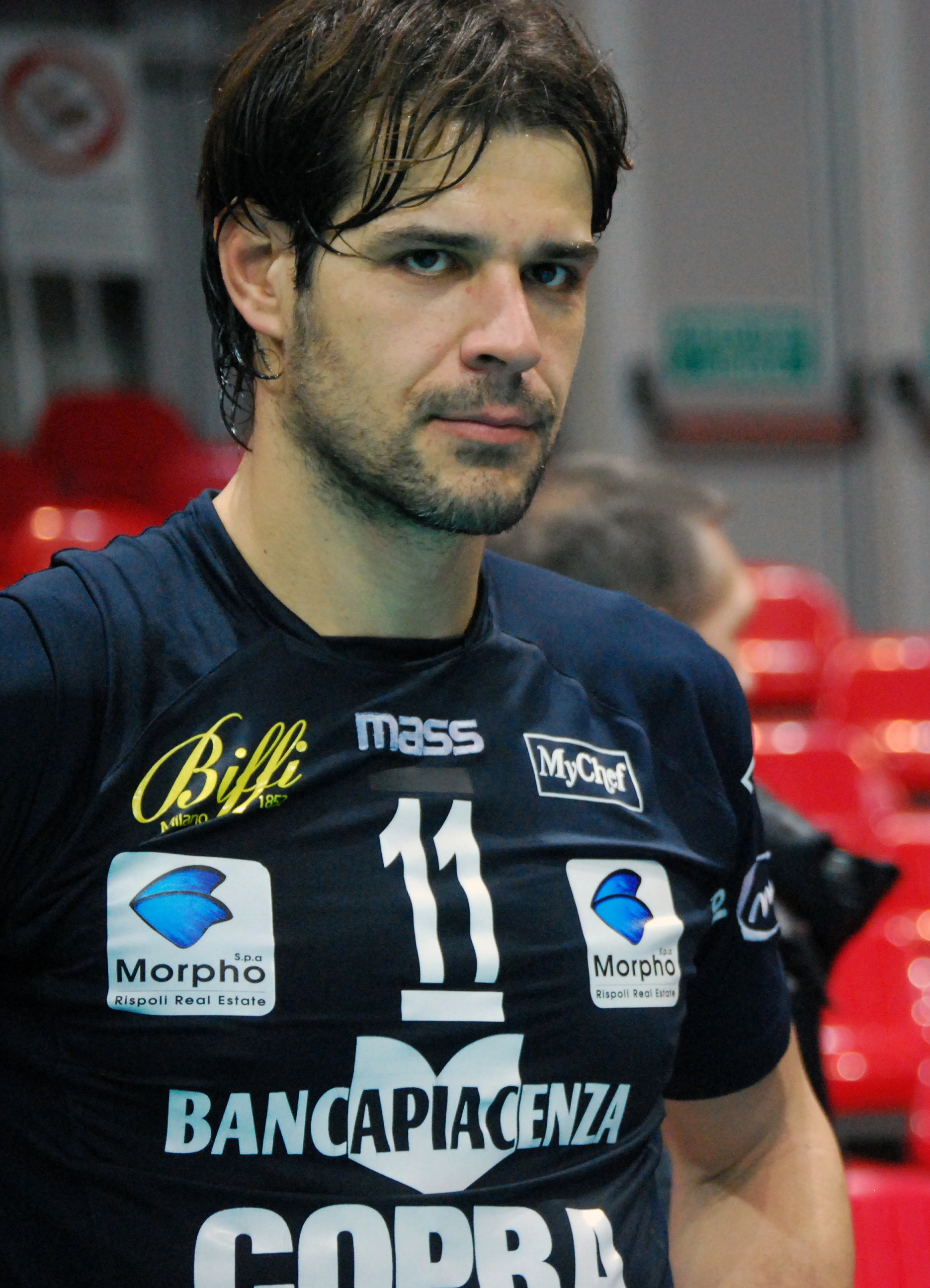

Hristo Zlatanov (bułg. Христо Златанов, Christo Złatanow, ur. 21 kwietnia 1976 roku w Sofii) – siatkarz reprezentacji Włoch bułgarskiego pochodzenia. 
Od 2018 roku jest menadżerem włoskiego klubu, grającego w Serie A - Gas Sales Piacenza.
Jego ojciec Dimityr, również był siatkarzem, gdzie wraz z reprezentacją Bułgarii zdobył srebrny medal na Mistrzostwach Świata w 1970 roku i na Igrzyskach Olimpijskich w 1980 roku. Jego córka Mia i syn Manuel, również grają zawodowo w siatkówkę.

## Sukcesy klubowe
| Klub                 | Osiągnięcie                      | Trofeum        | Sezon/Rok                                            |
| Milan Volley         | Puchar Europy Zdobywców Pucharów | srebro         | 1993/1994                                            |
| Milan Volley         | Liga włoska                      | srebro         | 1993/1994                                            |
| Edilcuoghi Rawenna   | Superpuchar Europy               | srebro         | 1994                                                 |
| Edilcuoghi Rawenna   | Puchar Europy Mistrzów Klubowych | srebro         | 1994/1995                                            |
| Edilcuoghi Rawenna   | Puchar CEV                       | srebro         | 1995/1996                                            |
| Iveco Palermo        | Puchar CEV                       | złoto          | 1998/1999                                            |
| Asystel Mediolan     | Liga włoska                      | srebro         | 2000/2001                                            |
| Asystel Mediolan     | Puchar CEV                       | brąz           | 2001/2002                                            |
| Copra Elior Piacenza | Puchar CEV                       | srebro         | 2003/2004, 2006/2007                                 |
| Copra Elior Piacenza | Liga włoska                      | złoto · srebro | 2008/2009 2003/2004, 2006/2007, 2007/2008, 2012/2013 |
| Copra Elior Piacenza | Puchar Top Teams                 | złoto          | 2005/2006                                            |
| Copra Elior Piacenza | Liga Mistrzów                    | srebro         | 2007/2008                                            |
| Copra Elior Piacenza | Superpuchar Włoch                | złoto          | 2009                                                 |
| Copra Elior Piacenza | Puchar Challenge                 |                | 2012/2013                                            |
| Copra Elior Piacenza | Puchar Włoch                     | złoto          | 2013/2014                                            |

## Sukcesy reprezentacyjne
Liga Światowa:
- 1997, 1999
- 2001, 2003
- 2004

Mistrzostwa Europy:
- 2001

## Nagrody indywidualne
- 2007: Najlepszy przyjmujący i punktujący turnieju finałowego Pucharu CEV
- 2008: Najlepszy punktujący turnieju finałowego Ligi Mistrzów
- 2008: Najlepszy punktujący włoskiej Serie A w sezonie 2007/2008
- 2009: MVP włoskiej Serie A w sezonie 2008/2009
- 2009: MVP Superpucharu Włoch